# Ekali
Ekali (gr. Εκάλη, łac. Hecale) – miejscowość w Grecji, w administracji zdecentralizowanej Attyka, w regionie Attyka, w jednostce regionalnej Ateny-Sektor Północny, w gminie Kifisia. W 2011 roku liczyła 5889 mieszkańców. Położona peryferyjnie w granicach Wielkich Aten.